# Daniel Frazer Bennett
Daniel Frazer Bennett (Dewsbury, 22 agosto 1976) è un arbitro di calcio sudafricano.

## Carriera
Nato in Inghilterra e successivamente trasferitosi in Sudafrica, Bennett è presente da oltre 10 anni nella Premier Soccer League, nel 2001 fu insignito in patria del titolo di miglior arbitro sudafricano. Il 1º gennaio 2003 fu nominato internazionale all'età di soli 26 anni.
Da internazionale ha fatto il suo esordio in una gara tra nazionali maggiori il 3 luglio 2004, dirigendo Sudan-Libia, terminata 0-1 e valida per le qualificazioni ai mondiali del 2006 in Germania.
Negli anni seguenti ha diretto in varie edizioni di CAF Champions League e CAF Confederation Cup. Di quest'ultima competizione nel 2009 ha diretto la finale, disputatasi tra E.S.Setifienne e Stade Malien.
Ha diretto molte gare di qualificazione ai mondiali del 2010, dovendo però poi lasciare l'onore di parteciparvi al collega Jérôme Damon, suo connazionale.
Il 2010 è l'anno della consacrazione: a gennaio viene infatti selezionato per la Coppa d'Africa, dove alla sua prima convocazione in questo torneo dirige due partite della fase a gironi ed una semifinale (tra Ghana e Nigeria). Successivamente,a novembre, ottiene la designazione per la finale di ritorno di CAF Champions League, disputatasi nell'occasione tra i tunisini dell'Espérance e i congolesi del Tout Puissant Mazembe
Nel dicembre 2010 è selezionato per la coppa del mondo per club FIFA, dove dirige il playoff iniziale d'accesso e la finale per il quinto posto.
Nel gennaio del 2012 è selezionato dalla CAF per la Coppa delle nazioni africane 2012. Nell'occasione viene chiamato a dirigere due partite della fase a gironi e una semifinale.
Nell'aprile 2012 viene inserito dalla FIFA in una lista di 52 arbitri preselezionati per i Mondiali 2014.
Nel gennaio del 2013 è nuovamente selezionato per la Coppa delle nazioni africane 2013. Terza apparizione in questa competizione per il fischietto sudafricano. In questa circostanza, dirige due partite della fase a gironi.
Nell'ottobre 2013 è convocato dalla FIFA per il Campionato mondiale di calcio Under 17 2013. Nella circostanza, viene impiegato per due partite della fase a gironi.
Il 15 gennaio 2014 viene selezionato ufficialmente per i Mondiali 2014 in Brasile ma esclusivamente con funzioni di quarto ufficiale. Tuttavia, una volta convocato, è costretto a rinunciare a causa di un infortunio patito durante una sessione di allenamento il 3 giugno 2014, facendo subito dopo il suo ritorno in patria. Inoltre, la FIFA comunica che non sarà sostituito da un altro ufficiale di riserva.
Nel gennaio del 2017 è selezionato per la Coppa delle nazioni africane 2017, dove dirige due incontri della fase a gironi, più un quarto di finale. Ha inoltre svolto le funzioni di quarto ufficiale durante la finale tra Egitto e Camerun.